# 志水燕十
志水 燕十（しみず えんじゅう、享保11年（1726年） - 天明6年8月21日（1786年9月13日））は江戸時代の浮世絵師、戯作者、狂歌師、御家人。

## 来歴
鳥山石燕の門人。姓は鈴木。名は庄之助。御家人で根津清水町に住んでいた。戯作号は志水燕十、または清水燕十。狂歌名は奈蒔野馬鹿人。また、「志水つばくら」の名が天明3年（1783年）の『万載狂歌集』に見られる。他に鳳城北根津隠士、台閣西之隠士、裏町斎とも号した。本町連に属す狂歌師としても知られた。安永末期から天明頃、石燕門下による俳句集に燕十の挿絵がみられるが、一枚絵の作品はない。洒落本『一鬼夜行』や黄表紙の著作がある。天明3年に刊行された洒落本『愚人贅漢居続借金』に山の手の大先生として大田南畝、朱楽菅江、雲楽山人、蓬萊山人帰橋とともにその名が挙げられている。唐来参和、蔦屋重三郎および忍岡時代の喜多川歌麿とも親密な関係にあった。『近世物之本江戸作者部類』によると、罪を得て終る所を知らずという。

## 作品
- 『一鬼夜行』 洒落本 燕十作、石英、石子画 安永9年（1780年）
- 『身貌大通神略縁起』 黄表紙 燕十作、歌麿画 天明元年（1781年）

## 関連作品
- 『歌麿 夢と知りせば』（1977年、映画、演：中丸忠雄）
- 『べらぼう〜蔦重栄華乃夢噺〜』（2025年、NHK大河ドラマ、演：加藤虎ノ介〈北川豊章→志水燕十〉）……北川豊章を喜多川歌麿とは別人として[注釈 1]、豊章が後に志水燕十になったと設定している。